# Марк Емілій Лепід Порціна
Марк Емілій Лепід Порціна (180 — 123 роки до н. е.) — політичний, державний та військовий діяч Римської республіки, консул 137 року до н. е.

## Життєпис
Походив з патриціанського роду Еміліїв. Син Марка Емілія Лепіда, військового трибуна 190 року до н. е. З молоду займався красномовством, ставши визначним красномовцем свого часу.
У 155 році до н. е. увійшов до колегії понтифіків. У 140 році до н. е. став претором. Під час своєї каденції представив сенату посланців міст Магнесії та Прієни, які прибули для вирішення суперечки стосовно території.
У 137 році до н. е. його обрано консулом разом з Гаєм Гостилієм Манціном. Тривалий час протидіяв прийняттю закону народного трибуна Луція Кассія стосовно таємного голосування у народних зборах. Спрямований до Ближньої Іспанії, де не дочекавшись рішення сенату стосовно договору Манціна з нумантійцями, брехливо звинуватив іберійське плем'я ваккеїв у ворожості до Риму й взяв в облогу їхню столицю Палантію (сучасне місто Паленсія). Він не підкорився наказу сенату припинити військові дії й незабаром зазнав поразки. У 136 році до н. е. Лепід повністю відступив від міста у безладді та з великими втратами, залишивши хворих й поранених. Після цього Лепіда повернули до Риму, де присудили до великого штрафу за непокору наказам.

## Родина
- Марк Емілій Лепід,
- Емілія, весталка з 135 року до н. е.